# Starrhån
Starrhån är en sjö i Älvdalens kommun i Dalarna och ingår i Dalälvens huvudavrinningsområde. Sjön har en area på 0,0848 kvadratkilometer och ligger 610,2 meter över havet. Sjön avvattnas av vattendraget Guttan.

## Delavrinningsområde
Starrhån ingår i det delavrinningsområde (687998-131357) som SMHI kallar för Gräns mot Norge. Medelhöjden är 690 meter över havet och ytan är 12,55 kvadratkilometer. Räknas de 5 avrinningsområdena uppströms in blir den ackumulerade arean 98,76 kvadratkilometer. Guttan som avvattnar avrinningsområdet har biflödesordning 2, vilket innebär att vattnet flödar genom totalt 2 vattendrag innan det når havet efter 506 kilometer. Avrinningsområdet består mestadels av skog (93 procent). Avrinningsområdet har 0,09 kvadratkilometer vattenytor vilket ger det en sjöprocent på 0,7 procent.